# Cupa României (futsal)
Cupa României la futsal este o competiție sportivă organizată de Federația Română de Fotbal deschisă participării cluburilor afiliate FRF. Această competiție se dispută în fiecare an începând cu 2003.
Majoritatea finalelor din anii 2010 s-au disputat în Sala Sporturilor din Târgu Mureș. În ultimii ani acestea se disputa peste tot in țară.
Clubul cu cele mai bune performanțe în Cupa României este AS City'us Târgu Mureș cu 7 trofee, toate câștigate consecutiv din 2008 până în 2014.

## Formatul competiției

### Faza națională
De la acest nivel, competiția este organizată de Federația Română de Fotbal.  Capii de serie pentru tragerile la sorți sunt aleși în funcție de clasarea în sezonul anterior al campionatului.
- Joc preliminar - 2 meciuri tur-retur între cele 2 echipe cele mai slab cotate, care au ales să participe în competiție.

- Optimi de finală: 16 echipe.

- Sferturi de finală: 8 echipe

- Final-four
  - Semifinale: 4 echipe
  - Finala: 2 echipe

## Finalele Cupei României
| Sezon     | Câștigător                    | Scor   | Finalist                      | Locul disputării finalei                    |
| --------- | ----------------------------- | ------ | ----------------------------- | ------------------------------------------- |
| 2024-2025 | Futsal Klub Odorheiu Secuiesc | 6 - 2  | CSM Târgu Mureș               | Sala Sporturilor, Târgu Mureș               |
| 2023-2024 | CSM Deva                      | 5 - 0  | CFR 1933 Timișoara            | Sala Sporturilor Constantin Jude, Timișoara |
| 2022-2023 | Autobergamo Deva              | 6 - 5  | United Galați                 | Sala Sporturilor, Deva                      |
| 2021-2022 | United Galați                 | 5 - 4  | Autobergamo Deva              | Sala Sporturilor Dunărea, Galați            |
| 2020-2021 | Imperial Wet Miercurea Ciuc   | 6 - 3  | Futsal Klub Odorheiu Secuiesc | Sala Sporturilor, Odorheiu Secuiesc         |
| 2019-2020 | Futsal Klub Odorheiu Secuiesc | 10 - 5 | Autobergamo Deva              | Sala Sporturilor, Miercurea Ciuc            |
| 2018-2019 | Futsal Club Dunarea Călărași  | 2 - 1  | United Galați                 | Sala Polivalentă Ion C. Neagu, Călărași     |
| 2017-2018 | CS Informatica Timișoara      | 10 - 9 | Autobergamo Deva              | Sala Sporturilor, Miercurea Ciuc            |
| 2016-2017 | CS Informatica Timișoara      | 5 - 4  | Autobergamo Deva              | Sala Sporturilor Constantin Jude, Timișoara |
| 2015-2016 | Autobergamo Deva              | 3 - 2  | United Galați                 | Sala Sporturilor, Deva                      |
| 2014-2015 | Autobergamo Deva              | 5 - 2  | AS City'us Târgu Mureș        | Sala Sporturilor, Odorheiu Secuiesc         |
| 2013-2014 | AS City'us Târgu Mureș        | 6 - 4  | Spicom Sfântu Gheorghe        | Sala Sporturilor, Târgu Mureș               |
| 2012-2013 | AS City'us Târgu Mureș        | 7 - 4  | CSM Studențesc Iași           | Sala Sporturilor, Târgu Mureș               |
| 2011-2012 | AS City'us Târgu Mureș        | 11 - 3 | CS United Galați              | Sala Polivalentă, Iași                      |
| 2010-2011 | AS City'us Târgu Mureș        | 8 - 3  | CS United Galați              | Sala Sporturilor, Târgu Mureș               |
| 2009-2010 | AS City'us Târgu Mureș        | 6 - 4  | CSM Focșani                   | Sala Sporturilor, Târgu Mureș               |
| 2008-2009 | AS City'us Târgu Mureș        | 4 - 3  | FC Autobergamo Deva           | Sala Dumitru Colibaș, Brașov                |
| 2007-2008 | AS City'us Târgu Mureș        | 4 - 3  | FC Craiova                    | Sala Sporturilor, Târgu Mureș               |
| 2006-2007 | FC Autobergamo Deva           | 6 - 4  | FC Odorheiu Secuiesc          | Sala Sporturilor, Târgu Mureș               |
| 2005-2006 | FC Craiova                    | 10 - 8 | FC Odorheiu Secuiesc          | Sala Sporturilor, Târgu Mureș               |
| 2004-2005 | CS MGA București              | ? - ?  | TBA                           | Sala Sporturilor, Târgu Mureș               |
| 2003-2004 | FC Bodu București             | ? - ?  | TBA                           | Sala Sporturilor, Târgu Mureș               |

## Lista câștigătoarelor

### Cupe pe echipe
| Echipă                      | Titluri | Finale | Anii în care a câștigat titlul                                   |
| --------------------------- | ------- | ------ | ---------------------------------------------------------------- |
| AS City'us Târgu Mureș      | 7       | 8      | 2007-2008, 2008-2009, 2009-2010, 2011-2012, 2012-2013, 2013-2014 |
| Autobergamo Deva            | 5       | 10     | 2006-2007, 2014-2015, 2015-2016, 2022-2023, 2023-2024            |
| FK Odorheiu Secuiesc        | 2       | 5      | 2019-2020, 2024-2025                                             |
| CS Informatica Timișoara    | 2       | 2      | 2016-2017, 2017-2018                                             |
| United Galați               | 1       | 6      | 2021-2022                                                        |
| FC Craiova                  | 1       | 2      | 2005-2006                                                        |
| Imperial Wet Miercurea Ciuc | 1       | 1      | 2020-2021                                                        |
| FC Dunărea Călărași         | 1       | 1      | 2018-2019                                                        |
| CS MGA București            | 1       | 1      | 2004-2005                                                        |
| FC Bodu București           | 1       | 1      | 2003-2004                                                        |

### Orașe
| Oraș              | Cupe | Cluburi câștigătoare            |
| ----------------- | ---- | ------------------------------- |
| Târgu Mureș       | 7    | AS City'us Târgu Mureș (7)      |
| Deva              | 5    | Autobergamo Deva (5)            |
| Timișoara         | 2    | CS Informatica Timișoara (2)    |
| București         | 2    | CS MGA (1), FC Bodu (1)         |
| Odorheiu Secuiesc | 2    | FK Odorheiu Secuiesc (2)        |
| Galați            | 1    | United Galați (1)               |
| Miercurea Ciuc    | 1    | Imperial Wet Miercurea Ciuc (1) |
| Călărași          | 1    | FC Dunărea Călărași (1)         |
| Craiova           | 1    | FC Craiova (1)                  |